# Lista de prefeitos eleitos no Amapá em 2008
Na formação desta lista foram consultados arquivos on line do Tribunal Regional Eleitoral e Tribunal Superior Eleitoral, sendo à época do pleito o Amapá possuía 16 municípios.
A referida disputa aconteceu dois anos após as eleições estaduais no Amapá em 2006 e aconteceram nos dias 5 de outubro, o 1º turno e 26 de outubro, o 2º turno, ocasião em que Waldez Góes da Silva era governador do estado.

## Prefeitos eleitos peloPDT
O partido triunfou em 4 municípios, o equivalente a 25% do total.
| Bandeira              | Município    | Prefeito eleito                         | Partido | Nascido em   | UF    |
| --------------------- | ------------ | --------------------------------------- | ------- | ------------ | ----- |
| Bandeira desconhecida | Itaubal      | Mirivaldo dos Santos Costa              | PDT     | Macapá       | Amapá |
| Macapá                | Macapá       | Antônio Roberto Rodrigues Góes da Silva | PDT     | Porto Grande | Amapá |
|                       | Mazagão      | José Carlos Corrêa de Carvalho          | PDT     | Mazagão      | Amapá |
|                       | Porto Grande | José Maria Bessa de Oliveira            | PDT     | Bujaru       | Pará  |

## Prefeitos eleitos peloPMDB
O partido triunfou em 3 municípios, o equivalente a 18,75% do total.
| Bandeira              | Município       | Prefeito eleito             | Partido | Nascido em | UF    |
| --------------------- | --------------- | --------------------------- | ------- | ---------- | ----- |
|                       | Calçoene        | Maria Lucimar da Silva Lima | PMDB    | Fortaleza  | Ceará |
| Bandeira desconhecida | Pracuuba        | Mosaniel Passos dos Santos  | PMDB    | Amapá      | Amapá |
|                       | Tartarugalzinho | Rildo Gomes de Oliveira     | PMDB    | Amapá      | Amapá |

## Prefeitos eleitos peloPT
O partido triunfou em 3 municípios, o equivalente a 18,75% do total.
| Bandeira       | Município      | Prefeito eleito                   | Partido | Nascido em | UF    |
| -------------- | -------------- | --------------------------------- | ------- | ---------- | ----- |
|                | Ferreira Gomes | Valdo Isacksson Monteiro          | PT      | Macapá     | Amapá |
| Santana        | Santana        | José Antônio Nogueira de Sousa    | PT      | Macapá     | Amapá |
| Serra do Navio | Serra do Navio | Francimar Pereira da Silva Santos | PT      | Amapá      | Amapá |

## Prefeitos eleitos peloPSDB
O partido triunfou em 2 municípios, o equivalente a 12,50% do total.
| Bandeira              | Município          | Prefeito eleito                    | Partido | Nascido em   | UF       |
| --------------------- | ------------------ | ---------------------------------- | ------- | ------------ | -------- |
| Bandeira desconhecida | Cutias do Araguary | Paulo José Brito Silva Albuquerque | PSDB    | Macapá       | Amapá    |
| Vitória do Jari       | Vitória do Jari    | Luiz de França Magalhães Barroso   | PSDB    | Barreirinhas | Maranhão |

## Prefeitos eleitos peloPP
O partido triunfou em 2 municípios, o equivalente a 12,50% do total.
| Bandeira         | Município        | Prefeito eleito                    | Partido | Nascido em | UF       |
| ---------------- | ---------------- | ---------------------------------- | ------- | ---------- | -------- |
| Laranjal do Jari | Laranjal do Jari | Euricélia Melo Cardoso             | PP      | Monção     | Maranhão |
|                  | Oiapoque         | Raimundo Aguinaldo Chagas da Rocha | PP      | Santarém   | Pará     |

## Prefeitos eleitos peloDEM
O partido triunfou em 1 município, o equivalente a 6,25% do total.
| Bandeira              | Município | Prefeito eleito       | Partido | Nascido em | UF    |
| --------------------- | --------- | --------------------- | ------- | ---------- | ----- |
| Bandeira desconhecida | Amapá     | Carlos César da Silva | DEM     | Amapá      | Amapá |

## Prefeitos eleitos peloPV
O partido triunfou em 1 município, o equivalente a 6,25% do total.
| Bandeira                | Município               | Prefeito eleito                | Partido | Nascido em | UF       |
| ----------------------- | ----------------------- | ------------------------------ | ------- | ---------- | -------- |
| Pedra Branca do Amapari | Pedra Branca do Amapari | Antônio José Siqueira da Silva | PV      | Bacabal    | Maranhão |